# NGC 6679
NGC 6679 is een spiraalvormig sterrenstelsel in het sterrenbeeld Draak. Het hemelobject werd op 24 juni 1887 ontdekt door de Amerikaanse astronoom Lewis A. Swift.

## Synoniemen
- MCG 11-22-56
- ZWG 323.1
- ZWG 322.46
- 7ZW 814
- KAZ 208
- VV 672
- NPM1G +67.0165
- PGC 62026